# Javier Gándara Magaña
Javier Gándara Magaña (Hermosillo, Sonora, 23 de noviembre de 1944) es un político y empresario mexicano, miembro del Partido Acción Nacional. Se desempeñó como Presidente Municipal de Hermosillo para el período constitucional 2009-2012. Fue candidato a la gubernatura de Sonora por el Partido Acción Nacional en las elecciones estatales de 2015.

## Biografía
Estudió Administración de Empresas en el Instituto Tecnológico Autónomo de México. Es primo del senador de la LXII Legislatura por Sonora Ernesto Gándara Camou. Como empresario, es dueño del Grupo Ganfer y la Fundación Ganfer. Además ha sido consejero de Banamex en Sonora, presidente de la Canacintra en Hermosillo, vicepresidente la Cruz Roja en Hermosillo y profesor de la Universidad de Sonora.

## Presidencia Municipal de Hermosillo
Gándara Magaña intentó ser presidente municipal en más de una ocasión. Primero por el PRI en el año 2000 para repetirlo, ahora como militante del PAN, en 2003 y 2006, sin lograrlo.
En las Elecciones estatales de Sonora de 2009, logra obtener la candidatura por el PAN y gana la Presidencia Municipal de Hermosillo con el 50.86% de los votos contra el 39.91% de los del PRI.

## Candidatura a Gobernador de Sonora
El 4 de enero de 2015 Gándara Magaña se registró como precandidato a la gubernatura por el PAN, así como Francisco García Gámez. El 15 de febrero de 2015 el PAN llevó a cabo una elección interna donde Gándara derrotó a García Gámez con 13 mil 730 votos contra los 3 mil 119.
Pero el 7 de junio de 2015, día de la elección local, perdió por 71,199 votos ante la candidata del Partido Revolucionario Institucional (PRI) Claudia Pavlovich Arellano, quedando en segundo lugar.